# جایزه فیلم‌فیر بهترین بازیگر مرد
جایزه بهترین بازیگر نقش اول مرد هرساله از فیلم فیر به بهترین بازیگر سال داده می‌شود.

## برترین‌ها
| عنوان                    | بازیگر                                    | رکورد |
| ------------------------ | ----------------------------------------- | ----- |
| بیشترین جوایز و نامزد    | آکشی کومار                                | ۱۹    |
| بیشترین جوایز            | دیلیپ کومار شاهرخ خان                     | ۱۵    |
| بیشترین نامزدی           | آمیتاب باچان                              | ۳۰    |
| بیشترین نامزدی بدون برد  | سلمان خان                                 | ۸     |
| بیشترین نامزدی در یک سال | آمیتاب باچان (۱۹۷۹٬۱۹۸۳) شاهرخ خان (۲۰۰۵) | ۳     |
| پیرترین برنده            | آمیتاب باچان                              | ۶۷    |
| پیرترین نامزد            | دیلیپ کومار آمیتاب باچان                  | ۶۹    |
| جوانترین برنده           | دیمپل کاپادیا                             | ۱     |
| جوان‌ترین نامزد           | دارشیل سفری                               | ۱۱    |

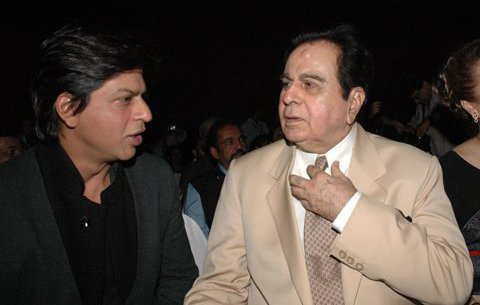
شاهرخ خان (چپ) ودیلیپ کومار (راست) رکورد
داران دریافت

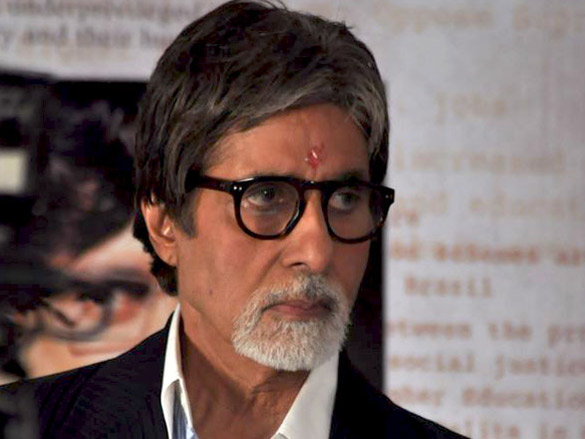
آمیتاب باچان رکوددار نامزدی

بازیگرانی که بیشتر موفق به کسب این جایزه شدند به ترتیب:
- شاهرخ خان و دیلیپ کومار با ۸ جایزه،
- آمیتاب باچان با ۵ جایزه،
- هرتیک روشن با ۴ جایزه،
- راجش خانا و نصیرالدین شاه و عامر خان با ۳ جایزه،
- راج کاپور و سونیل دات و دو آناند و آشوک کومار و سانجیو کومار و آنیل کاپور و رانبیر کاپور با ۲ جایزه هستند.
- دیلیپ کومار رکورد دریافت جایزه به‌طور متوالی را دارد. او سه سال متوالی از ۱۹۵۶ تا ۱۹۵۸ این جایزه را گرفت.

شش بازیگر دیگری که جایزه را به‌طور متوالی گرفته اند:
راجش خانا(۱۹۷۲–۱۹۷۱)،
سنجیو کومار(۱۹۷۷–۱۹۷۶)،
آمیتاب باچان(۱۹۷۹–۱۹۷۸)،
نصیرالدین شاه(۱۹۸۲–۱۹۸۱)،
شاهرخ خان(۱۹۹۹–۱۹۹۸)،
رانبیر کاپور(۲۰۱۳–۲۰۱۲)
بازیگرانی که موفق به کسب جایزه بهترین بازیگر مرد و بهترین بازیگر نقش مکمل مرد شده‌اند شامل:
آشوک کومار، سانجیو کومار، آمیتاب باچان، سانی دئول، شامی کاپور، آنیل کاپور، انوپام خر، جکی شروف و ناناپاتیکار
۲ بازیگری که برای هر دوی این جوایز نامزد شدند:
آشوک کومار برای فیلم آشیوارد (۱۹۷۰) و کمال حسن برای فیلم ساگر (۱۹۸۶) ، هر دوی آن‌ها جایزهٔ بهترین بازیگرد مرد را گرفتند.
سه بازیگری که در اولین فیلم شان برندهٔ جایزهٔ بهترین بازیگر شدند، انوپام خر برای سارنش (۱۹۸۵)و هرتیک روشن برای کاهونا … پیارهی (۲۰۰۱). از بازیگران دیگری که برای اولین فیلم شان نامزد دریافت این جایزه شدند ، سانی دئول برای بیتاب(۱۹۸۴) ودارشیل سفری برای تار زمین پر (۲۰۰۸) بودند. امیر خان رکورد بیشترین نامزدی دریافت این جایزه به طور متوالی را دارد. او از سال ۱۹۸۹ تا ۱۹۹۷ هر سال نامزد دریافت این جایزه بود تا بالاخره در سال۱۹۹۷برای فیلم راجا هندوستانی آن را گرفت.
آمیتاب باچان با ۳۲ نامزدی، رکوردداراست. پس از او به ترتیب شاهرخ خان با۲۳ نامزدی و دیلیپ کومار و عامرخان با ۱۹ نامزدی قراردارند.آمیتاب باچان و شاهرخ خان همچنین رکورد بیشترین نامزدی دریک سال را دارند. خان و کومار با ۸ بار دریافت جایزه برای بازیگری شان (بدون احتساب جایزه منتقدین) رکورددارند.خان و کومار هشت بار جایزه بهترین بازیگر مرد و باچان ۵ بار جایزه بهترین بازیگر مرد و۳بار جایزه بهترین بازیگر نقش مکمل مرد شد. باچان با ۳۹ نامزدی در جوایز مختلف فیلم فیر، رکورددار است.

## لیست برندگان
- ۱۹۵۴ دیلیپ کومار - داگ در نقش شانکر
- ۱۹۵۵ بهارات بهوشان - چایتانیا ماهاپرابهو در نقش چایتانیا ماهاپرابهو
- ۱۹۵۶ دیلیپ کومار- آزاد در نقش عبدل رحیم خان
  - بهارات بهوشان-میرزا غالب در نقش میرزا غالب
  - دوآناند-مونیمجی در نقش کالا گهودا
- ۱۹۵۷ دیلیپ کومار - دوداس در نقش دوداس موکرجی
  - راج کاپور-جاگته راهو در نقش روستایی
- ۱۹۵۸ دیلیپ کومار- نایادار در نقش شانکر
- ۱۹۵۹ دوآناند-کالاپانی در نقش کاران مهرا
  - دیلیپ کومار-مادهوماتی در نقش دیون/آناند
  - راج کاپور-پهیر صوباح هوگی در نقش رام بابو
- ۱۹۶۰ راج کاپور-اناری در نقش راج کومار
  - دوآناند-لاو مریج در نقش سونیل کومار
- ۱۹۶۱ دیلیپ کومار-کوه نور در نقش راج کومار دهیوندرا پرتاب بهادر چاندرا بهان
  - دوآناند-کالابازار در نقش راگهوویر
  - راج کاپور-چالیا در نقش چالیا
- ۱۹۶۲ راج کاپور-جیس دش من گنگا بهتی هی در نقش راجو
  - دوآناند-هوم دونو در نقش کاپیتان آناند/سرگردمانوهال لام ورما
  - دیلیپ کومار- گانگا هومنا در نقش گانگارام
- ۱۹۶۳ آشوک کومار- راکی در نقش راج کومار
  - گورو دات- صاحب بیبی آر غلام در نقش آتولیاًبوتنات"چاکرابورتی
  - شامی کاپور- پروفسور در نقش پریتام خانا
- ۱۹۶۴ سونیل دات - موجهه جینه دو در نقش تاکور جینیل سینگ
  - آشوک کومار- گمراه در نقش باریستر آشوک
  - راجندرا کومار- دل اک مندیر در نقش دکتر دهارمش
- ۱۹۶۵ دیلیپ کومار- لیدر در نقش ویجی خانا
  - راجندرا کومار-آیی میلان کی بلا در نقش شیام
  - راج کاپور-سندم در نقش سوریند خانا
- ۱۹۶۶ سونیل دات- خندان در نقش گویندلال
  - راج کومار-کاجل در نقش موتی
  - راجندرا کومار-آرزو در نقش گوپال
- ۱۹۶۷ دوآناند-گاید در نقش راجو
  - دهرمندرا- پهول آرپاتار در نقش شاکتی سینگ
  - دیلیپ کومار-دیل دیا دردلیا در نقش شانکر/راجا صاحب
- ۱۹۶۸ دیلیپ کومار- رام آرشیام در نقش رام/شیام
  - منوج کومار-آپکار در نقش بهارات
  - سونیل دات- میلان در نقش گوهی کیشان
- ۱۹۶۹ شامی کاپور - برهماچری در نقش برهماچری
  - دیلیپ کومار - آدمی در نقش راجش ساب
  - دیلیپ کومار- سانگهرش در نقش کوندان پرساد
- ۱۹۷۰ آشوک کومار - آشیوارد در نقش شیوانت"جگی تاکور"چودری
  - راجش خانا- اتفاق در نقش دیلیپ روی
  - راجش خانا - آرادهانا در نقش آرون/سورج پرساد ساکسنا
- ۱۹۷۱ راجش خانا - ساچادهوتا در نقش بهولا/رانجیت کومار
  - دیلیپ کومار - گوپی در نقش گوپی رام"گوپی"
  - سنجیو کومار - خیلونا در نقش ویجی کمال سینگ
- ۱۹۷۲ راجش خانا - آناند در نقش آناند سیگال
  - دهرمندرا - مراگائون مرادش در نقش آجیت
  - راجش خانا - کاتی پاتانگ در نقش کمال سینها
- ۱۹۷۳ منوج کومار - بی ایمان در نقش مهان
  - راجش خانا - امرپریم در نقش آناند بابو
  - راجش خانا - دشمن در نقش سورجیت سینگ
- ۱۹۷۴ ریشی کاپور - بابی در نقش راج نات
  - آمیتاب باچان - زنجیر در نقش ویجی خانا
  - دهرمندرا - یادون کی بارات در نقش شانکر
  - راجش خانا- دگی پوم آولاو در نقش سونیل کهلی
  - سنجیو کومار - کوشیش در نقش هری چاران ماتور
- ۱۹۷۵ راجش خانا - آویشکار در نقش امیر
  - دهرمندرا - رشام کی دوری در نقش آجیت سینگ
  - دیلیپ کومار - ساگینا در نقش ساگینا
  - منوج کومار - روتی کاپدا آرماکان در نقش بهارات
  - راجش خانا- پریم ناگر در نقش چوتی کونورکاران سینگ
- ۱۹۷۶ سانجیو کومار - آندهی در نقش جی کی
  - آمیتاب باچان - دیوار در نقش ویجی ورما
  - منوج کومار - سانیاسی در نقش رام رای
  - سنجیو کومار- شعله در نقش تاکور بالدو سینگ
  - اوتام کومار - امانوش در نقش مادوسودان روی چودری
- ۱۹۷۷ سانجیو کومار - آرجون پاندیت در نقش آرجون پاندیت
- آمیتاب باچان - کبهی کبهی در نقش آنیتاب ملهوترا
- آمول پالکار- چهوتی سی بات در نقش آرون پرادیپ
- دیلیپ کومار- بیرگ در نقش کیلاش/بهولنات
- سنجیو کومار- موسم در نقش دکتر آمر نات گیل
- ۱۹۷۸ آمیتاب باچان - امر اکبر آنتونی در نقش آنتونی
  - آمیتاب باچان - عدالت در نقش تاکوردها رام چاند/راجو
  - سنجیو کومار - یهی هی زندگی در نقش آناند نارایان
  - سنجیو کومار - زندگی در نقش راگوشوکلا
  - وینود خانا - شوقی در نقش وینود جوشی
- ۱۹۷۹ آمیتاب باچان - دان در نقش دان/ویجی
  - آمیتاب باچان - مقدر کی سکندر در نقش سکندر
  - امیتاب باچان تریشول در نقش ویجی کومار
  - سنجیو کومار - دیواتا در نقش تونی/تارون کومار گوپتا
  - سنجیو کومار - پاتی پاتنی آروه در نقش رانجیت چادا
- ۱۹۸۰ آمول پالکار - گلمال در نقش رام/لاکشمن پرساد داشارات پرساد شرما
  - آمیتاب باچان - کالاپاتار در نقش ویجی پال سینگ
  - آمیتاب باچان - مستر نات وارلال در نقش ناتوار لال
  - راجش خانا - امردیپ در نقش راجا/سن
- ۱۹۸۱ ناصرالدین شاه - آکروش در نقش باسکارکولکارنی
  - آمیتاب باچان - دوستانه در نقش ویجی ورما
  - راج بابر - انصاف کا ترازو در نقش رامش گوپتا
  - راجش خانا - تودیسی بی وفایی در نقش آرون کومار چودری
  - شاتروگان سینها - دوستانه در نقش راوی کاپور
  - وینود خانا-قربانی در نقش امر
- ۱۹۸۲ ناصرالدین شاه-چاکرا در نقش لوکا
  - آمیتاب باچان-لواریس-در نقش هیرت
  - آمیتاب باچان-سیسیلا در نقش آمیت ملهوترا
  - کمال حسن-اک دوجه که لیا در نقش واسو
  - راجش خانا-درد در نقش دیپاک شری واستا/ویکاس
- ۱۹۸۳ دیلیپ کومار-شاکتی در نقش آشوینی کومار
  - آمیتاب باچان-بی مثال در نقش سودهیر روی/آدهیر روی
  - آمیتاب باچان-نمک حلال در نقش آرجون سینگ
  - آمیتاب باچان-شاکتی در نقش ویجی کومار
  - ناصرالدین شاه-بازار در نقش سلیم
  - سنجیو کومار-انگور در نقش آشوک تیلاک
- ۱۹۸۴ ناصرالدین شاه-معصوم در نقش دی کی ملهوترا
  - کمال حسن-صدما در نقش سم پرکاش"سمو"
  - ام پوری-اردساتیا در نقش انانت ولانکار
  - راجش خانا-اوتار در نقش اوتار کربشان
  - سانی دئول-بیتاب در نقش سانی کاپور
- ۱۹۸۵ انوپام خر-سرنش در نقش بی وی پرادهان
  - آمیتاب باچان-شرابی در نقش ویکی کاپور
  - دیلیپ کومار-مشل در نقش وینود کومار
  - ناصرالدین شاه-سپرش در نقش آنیرود پرمار
  - راج بابر-آج کی آواز در نقش پرابهات کومار ورما
- ۱۹۸۶ کمال حسن-ساگر در نقش راجا
  - آمیتاب باچان-مرد در نقش راجو سینگ
  - آنیل کاپور-مری جانگ در نقش آرون ورما
  - کومار گاراو-جانم در نقش راهول
- ۱۹۸۷ بدون جایزه
- ۱۹۸۸ بدون جایزه
- ۱۹۸۹ آنیل کاپور- تیزاب در نقش ماهش"موناًدشموک
  - امیرخان-قیامت سه قیامت تک در نقش راج
  - آمیتاب باچان-شاهنشاه در نقش ویجی کومار شری واستا/شاهنشاه
- ۱۹۹۰ جکی شروف-پاریندا در نقش کیشن
  - امیرخان -راخ در نقش امیرحسین
  - آنیل کاپور-اشوار در نقش ایشوار چاند ویشنونات برهماناند
  - سلمان خان:مین پیارکیا در نقش پریم چودری
- ۱۹۹۱ سانی دئول - گهایال در نقش آجی مهرا
  - آمیتاب باچان-اگنی پت در نقش ویجی دینانات چوهان
  - چیرانجیوی-پراتی باند در نقش سیدهارت
- ۱۹۹۲ آمیتاب باچان-هوم در نقش تایگر/شکر
  - امیرخان-دل هی که منتاناهین در نقش راهول جتلی
  - آنیل کاپور-لمحه در نقش ویرندرا پرتاب سینگ
  - دیلیپ کومار-سوداگر در نقش ویرو سینگ
  - سانجی دات-ساجن در نقش امن ورما
- ۱۹۹۳ آنیل کاپور-بیتا در نقش راجو
  - امیرخان-جوجیتاوهی سکندر در نقش سنجی لال شرما
  - آمیتاب باچان-خدا گواه در نقش بادشاه خان
- ۱۹۹۴ شاهرخ خان-بازیگر در نقش آجی شرما/ویکی ملهوترا
  - شاهرخ خان-کبهی هان کبهی نادر نقش سونیل
  - امیرخان-هم هین راهی پیارکه در نقش راهول ملهوترا
  - گویندا-آنکن در نقش بونو/گلشان/گوری شانکر
  - جکی شروف-گاردیش در نقش شیواساته
  - سانجی دات-کالنایاک در نقش بالارام پرساد
- ۱۹۹۵ ناناپاتکار-کرانتیویل در نقش پرتاب نارایان کیلاک
  - اکشی کومار-یه دیلاگی در نقش ویجی سیگال
  - امیرخان-اندازآپناآپنا در نقش امرمانوهار
  - آنیل کاپور-۱۹۴۲:شلاواستوری در نقش نارندرا سینگ
- ۱۹۹۶ شاهرخ خان-دیلواله دولهنیا له جاینگه در نقش راج ملهوترا
  - امیرخان-رنگیلا در نقش مونا
  - آجی دوگان-ناجایز در نقش جی بخشی
  - سلمان خان-کاران آرجون در نقش کاران
  - گویندا-کولی نمبر وان در نقش راجو
- ۱۹۹۷ عامرخان در نقش راجا هندوستانی
  - گویندا-ساجن چاله ساسورال در نقش شیام سوندر
  - سانی دئول-گتک:لتال در نقش کاشی نات
  - ناناپاتکار-خاموشی:د موزیکال در نقش جوزف براگانزا
  - ناناپاتکار-آگنی ساکشی در نقش ویشوانات
- ۱۹۹۸ شاهرخ خان-دل تو پاگل هی در نقش راهول
  - آنیل کاپور-وراست در نقش شاکتی کاپور
  - گویندا-دیوانه مستانه در نقش بونو
  - شاهرخ خان-یس باس در نقش راهول
  - کمال حسن-چاچی۴۲۰ در نقش جی پرکاش پاسوان/لاکشمی گودبهول
- ۱۹۹۹ شاهرخ خان-کوچ کوچ هوتاهی در نقش راهول خانا
  - امیرخان-غلام در نقش سیدهارت ماراته
  - آجی دوگان-زخم در نقش آجی دسای
  - سلمان خان-پیار کیا تودارناکیا در نقش سورج خانا
  - گویندا-بیدمیان چوت میان در نقش پیاره موهان/برادر کوچک
- ۲۰۰۰ سانجی دات-وستاو:دریلیتی در نقش راگونات نامدوشیوالکار
  - امیرخان-سرفاروش در نقش آجی سینگ راتود
  - آجی دوگان-هوم دل د چوکه صنم در نقش وانراج
  - سلمان خان-هوم دل دچوکه نم در نقش سمیر
  - منوج باجپال-شول در نقش سمر پرتاب سینگ
- ۲۰۰۱ هرتیک روشن- کاهونا… پیارهی در نقش روهیت/راج چوپرا
  - شاهرخ خان-محبتین در نقش راج آریان ملهوترا
  - هرتیک روشن-فیضا در نقش امن اکراملاح
  - آنیل کاپور-پوکر در نقش جیدو راجوانش
  - سانجی دات-میژن کشمیر در نقش عنایت خان
- ۲۰۰۲ عامرخان-لاگان در نقش بووان
  - شاهرخ خان-کبهی خوشی کبهی غم در نقش راهول ری چاند
  - امیرخان-دل چهتاهی در نقش آکاش ملهوترا
  - آمیتاب باچان-عکس در نقش منو ورما
  - سانی دئول-گدر:اک پریم کاتا در نقش تارا سینگ
- ۲۰۰۳ شاهرخ خان-دوداس در نقش دوداس موکرجی
  - آجی دوگان-کمپانی در نقش مالیک
  - آمیتاب باچان-کنته در نقش یاش وردهن رامپال
  - بابی دوئول-همراز در نقش راج سینگانیا
  - ویوک اوبروی-ساتیا در نقش آدیتیا سگال
- ۲۰۰۴ هرتیک روشن-کوی میل گایا در نقش روهیت مهرا
  - شاهرخ خان-کالهوناهو در نقش امان ماتور
  - سلمان خان-تره نم در نقش رادهه مهان
  - آمیتاب باچان-باغبان در نقش راج ملهوترا
  - آجی دوگان-گانگاجال در نقش آمیت کومار
- ۲۰۰۵ شاهرخ خان-سوداس در نقش مهان بارگاو
  - شاهرخ خان-من هون نادر نقش رام پرساد شرما
  - شاهرخ خان-ویرزارا در نقش ویر پرتاب سینگ
  - هرتیک روشن-لاکشیا در نقش کاران شرگیل
  - آمیتاب باچان-خاکی در نقش آنانت کومار شریواستاو
- ۲۰۰۶ آمیتاب باچان-بلک در نقش دبراج ساهی
  - امیرخان-منگال پاندی:درایزینگ در نقش منگال پاندی
  - سیف علی خان-پرینتا در نقش شکرروی
  - آبهشیک باچان-بانتی اربابلی در نقش راکش تریودی/بانتی
  - آمیتاب باچان-سرکار در نقش سوبهاش ناگره
- ۲۰۰۷ هرتیک روشن-دووم۲در نقش آقای ای/آریان
  - امیرخان-رنگ دبسنتی در نقش دالجیت"دی جی"/چاندرا شکر آزاد
  - هرتیک روشن-کریش در نقش کریشنا کریش"مهرا
  - سانجی دات-لاگوراهومنابهای در نقش مورلی پرساد شرما
  - شاهرخ خان-دان در نقش دان/ویجی
  - شاهرخ خان-کبهی الوداع ناکهنا در نقش دوساران
- ۲۰۰۸ شاهرخ خان-چکده ایندیا در نقش کبیرخان
  - شاهرخ خان-ام شانتی ام در نقش ام پرکاش/ام کاپور
  - شاهد کاپور-جب وی مت در نقش آدیتیا کاشیاپ
  - اکشی کومار-نمسته لندن در نقش آرجون سینگ
  - دارشیل صفاری-تار زمین پر در نقش ایشان آواشتی
- ۲۰۰۹ هرتیک روشن-جودها اکبر در نقش جلال الدین محمداکبر
  - اکشی کومار-سینگ ایزکینگ در نقش هپی سینگ
  - شاهرخ خان-رب نه بنادی جودی در نقش سوریندر ساهی
  - آبهشیک باچان-دوستانه در نقش سمیر
  - امیرخان-گاجینی در نقش سانجی سینگهانیا
  - ناصرالدین شاه-اونزدی در نقش کامن من
- ۲۰۱۰ آمیتاب باچان-پا در نقش آرو
  - امیرخان-تری ایدیتس در نقش رانچو داس شامالداس چانچاد/رانچو/فونسوک وانگدو
  - شاهد کاپور-کامینی در نقش چارلی/گودو
  - صیف علی خان-لاوآج کال در نقش جی وردهن سینگ
  - رانبیر کاپور-ویک آپ سید در نقش سیدهارت مهرا
  - رانبیر کاپور-عجب پریم کی غضب کاهانی در نقش پریم شانکر شرما
- ۲۰۱۱ شاهرخ خان-مای نیم ایزخان در نقش رضوان خان
  - آجی دوگان-وانس آپن اتایم این مومبای در نقش سلطان میرزا
  - هرتیک روشن-گزاریش در نقش ایتان ماسکارنهاس
  - سلمان خان-دبنگ در نقش چلبول پاندی
  - رانبیر کاپور-راجنیتی در نقش سمر پرتاب
- ۲۰۱۲- رانبیر کاپور-راک استار در نقش جوردن/جاناردن جاکر
  - شاهرخ خان-دان۲در نقش دان
  - آجی دوگان-سینگهام در نقش باجی رائو سینگهام
  - هرتیک روشن-زندگی نامیلگی دوبارا در نقش آرجون
  - آمیتاب باچان-آراکشان در نقش پرابهاکار آناند
  - سلمان خان-بادی گارد در نقش لاولی سینگ
- ۲۰۱۳- رانبیر کاپور-برفی در نقش مورفی"برفی"جانسون
  - شاهرخ خان-جب تاک هی جان در نقش سمر آناند
  - هرتیک روشن-اگنی پت در نقش ویجی دینانات چوهان
  - عرفان خان-پان سینگ تومار در نقش پان سینگ تومار
  - سلمان خان-دبنگ۲در نقش چلبول پاندی
  - منوج باجپال-گنگز آوواسپر در نقش سردارخان
- ۲۰۱۴- فرهان اختر - بهاگ میکا بهاگ در نقش میکا سینگ
  - شاهرخ خان-قطار چنای در نقش راهول میتی والا
  - رانویر سینگ-رام لیلا در نقش رام
  - رانبیر کاپور-جوانی و دیوانگی در نقش بانی
  - ریتیک روشن-کریش ۳ در نقش روهیت مهرا / کریشنا مهرا
  - دانوش-رانجیها در نقش کوندان شانکار
  - منوج باجپال-گنگز آوواسپر در نقش سردارخان
    - ۲۰۱۵- شاهد کاپور - حیدر در نقش حیدر میر
      - عامر خان-پی کی در نقش پی کی
      - آکشی کومار-تعطیلات.یک سرباز هرگز وظیفه ندارد در نقش ویرات باکشی
      - ریتیک روشن-بنگ بنگ در نقش راجویر
      - راندیپ هودا-رنگ راسیا در نقش راجا راوی وارما
        - ۲۰۱۶- رانویر سینگ-باجیراو مستانی در نقش پیشوا باجیراو
          - آمیتاب باچان-پیکو در نقش باشکور
          - وارون دهاوان-شهر انتقام در نقش راقو
          - رانبیر کاپور-تماشا در نقش وید
          - شاهرخ خان-دلداده در نقش راج راندهیر باکشی / کالی
          - سلمان خان-برادر باجرنگی در نقش باجرنگی
- ۲۰۱۷- عامر خان-دانگال در نقش ماهاویر سینگ پوگات
  - آمیتاب باچان-پینک(صورتی) در نقش دیپاک سهگال
  - رانبیر کاپور-آه دل مشکله (قلب سخت) در نقش آیان سانگر
  - سلمان خان-سلطان در نقش سلطان علی خان
  - شاهرخ خان-طرفدار در نقش گاراو کاندا / آریان کانا
  - سوشانت سینگ راجپوت-ام اس دونی.داستان بی‌نظیر در نقش مهندرا سینگ دونی
- ۲۰۱۸- عرفان خان - هندی متوسط در نقش راج باترا
  - آکشی کومار-توالت: عاشقانه‌ای رخ داد در نقش کشاو شارما
  - آیوشمان کورانا-شوب مانگال سودان در نقش مودیت شارما
  - ریتیک روشن-توانا در نقش روهان
  - شاهرخ خان-رئیس در نقش رئیس علم
  - وارون داوان-عروس بدرینات در نقش بدرینات بانسال

- مشارکت‌کنندگان ویکی‌پدیا. «[[[:en:Filmfare Award for Best Actor]]]». در دانشنامهٔ ویکی‌پدیای انگلیسی.